# Цыплаков, Алексей Юрьевич
Алексей Юрьевич Цыплаков (25 января 2001, Санкт-Петербург) — российский хоккеист, нападающий.
Сын хоккеиста Юрия Цыплакова, проведшего всю карьеру в СКА. На юношеском уровне начинал играть в клубе «Серебряные Львы», с сезона 2010/11 — в системе СКА, в сезоне 2017/18 дебютировал в НМХЛ за «СКА-Варяги» и в МХЛ за «СКА-1946». В КХЛ дебютировал в 2020 году, проведя 2 и 4 октября два гостевых матча против «Амура» (3:1) и «Барыса» (2:3 Б).